# Tomislav Šuta
Tomislav Šuta (Split, 1982.) hrvatski je političar, ekonomist i gradonačelnik Splita od 2025. godine. Član je Hrvatske demokratske zajednice (HDZ) i predsjednik splitskog ogranka stranke.

## Obrazovanje i karijera
Rođen je u Splitu, a potječe iz Zagvozda. Na splitskom Ekonomskom fakultetu stekao je diplomu iz ekonomije. Forenzično računovodstvo, pripremu EU projekata i javnu upravu odabrao je kao područja specijalizacije.
Sedmogodišnji period (2007. – 2014.) proveo je radeći u Ministarstvu financija, nakon čega je preuzeo upravljanje Regionalnim centrom čistog okoliša u Lećevici do 2018. godine. Upravljanje Vodovodom i kanalizacijom Split (2018. – 2023.) donijelo mu je veću prepoznatljivost, s infrastrukturnim investicijama koje su premašile 300 milijuna eura. Vlastitu tvrtku za financijsko savjetovanje pokrenuo je nakon što je smijenjen s javne funkcije.

## Politička karijera
Član je HDZ-a od 2001. godine, a na čelo splitskog HDZ-a došao je 2022. Od 2024. je saborski zastupnik.
Na lokalnim izborima 2025. pobijedio je dotadašnjeg gradonačelnika Splita Ivicu Puljka s 30.586 glasova naspram 26.921 u drugome krugu.

## Privatni život
Oženjen je i otac troje djece.